# Коста Шахов
Константин (Коста) Стефанов Шахов е български общественик, журналист, деец на Младата македонска книжовна дружина и Върховния македоно-одрински комитет, привърженик на Либералната партия (радослависти).

## Биография
Шахов е роден на 14 април 1862 година в западномакедонския град Охрид. Завършва право в Софийския университет през 1894 година и работи в Русенския окръжен съвет и Русенското околийско управление, а по-късно в Апелативния съд в Русе. Шахов е сред основателите на Младата македонска дружина, автор на нейния Устав и Правилник и активен сътрудник на списанието ѝ „Лоза“. Издава вестниците „Македония“ (1888 - 1893), „Странник“, „Глас македонски“ (1893 - 1898), „Борба за свободата на Македония и Одринско“ (1899), „Борба“ (1905), „Македония“ (1908 – 1912) и други.
През 1892 година запознава Иван Хаджиниколов с Гоце Делчев и спомага за основаването на бъдещата ВМОРО. Шахов е сред основателите на Македонския комитет в 1894 година в София. През ноември 1896 година е делегат от Свищовското македонско дружество на Третия конгрес на организацията. На Четвъртия конгрес на организацията от 1897 година е делегат от Станимашкото дружество. През май 1899 година е делегат на Шестия македонски конгрес от Пещерското дружество, а през април 1901 година е делегат на Осмия македоно-одрински конгрес от Русенското дружество.
В началото на 1908 година Коста Шахов създава Комитета „Автономна Македония“, който обаче прекратява дейността си след Младотурската революция. Шахов започва да се занимава с продажба на риба в София. Комитетът е възстановен в 1910 година. Според член I на устава му член на комитета може да бъде:
| „ | всеки, който се интересува от положението на българите в Македония и подпомага борбата им за свободен икономически, просветителен и политически живот | “ |

Комитетът представлява съвкупност от комитети в София и провинцията, които се ръководят от постоянни бюра с двегодишен мандат, начело със столичното бюро. Комитетът представлява малка част от емиграцията, в него няма много авторитетни личности, но разполага с влиятелен орган – „Македония“ и активно проповядва идеята за съживяване на македоно-одринското движение в България.
През ноември 1912 година Шахов редактира излезлия в само няколко броя всекидневник с новини от Балканската война „Балканска зора“.
След влизането на Българската армия в Охрид в 1915 година, Шахов се връща в родния си град и е назначен за председател на областната постоянна комисия. Умира в Охрид на 15 август 1917 година.
Съгражданинът му Петър Карчев описва Шахов като:
| „ | неуморимият дългогодишен издател на серия от вестници в защита на македонската свобода, които се появяваха, и докато публиката разбереше, че излизат, те успяваха да изгаснат. | “ |

## Памет
На Коста Шахов е наречена улица в квартал „Връбница-1“ в София (Карта).